# جو کونینقام
جوزف کندریک کانینگهام (زاده ۲۶ مه ۱۹۸۲) یک سیاستمدار آمریکایی است که از سال ۲۰۱۹ تا ۲۰۲۱ نماینده ایالات متحده برای منطقه اول کنگره کارولینای جنوبی بود.
زمانی که کانینگهام یکی از اعضای حزب دموکرات بود، در انتخابات عمومی سال ۲۰۱۸، نماینده ایالت جمهوری‌خواه، کیتی آرینگتون را با اختلاف کمی شکست داد. او پس از یک دوره حضور در کنگره، در رقابت نزدیک دیگری با نانسی میس، نماینده ایالتی جمهوری‌خواه، نامزد انتخابات مجدد خود در سال ۲۰۲۰ را از دست داد. او نامزد دموکرات‌ها در انتخابات فرمانداری کارولینای جنوبی در سال ۲۰۲۲ بود که از فرماندار فعلی جمهوری‌خواه هنری مک مستر شکست خورد.